# Charles Sturt
Charles Sturt Napier (Chun-Ghurair, Bengala, Índia britànica, 28 abril del 1795 - 16 juny del 1869) va ser un explorador d'Austràlia, i part de l'exploració europea d'Austràlia. Va dirigir diverses expedicions cap a l'interior del continent, a partir de Sydney i més tard des d'Adelaida. El seu traçat diverses expedicions dels rius que flueixen cap a l'oest-, s'estableix que tots es van fusionar en el riu Murray. Ell estava buscant per determinar si hi va haver un "mar interior".

## Primers anys
Charles Sturt era el fill gran (de tretze fills) de Thomas Lenox Napier Sturt. Sturt va ser declarat el tinent el 7 d'abril de 1823 i promogut a capità el 15 de desembre de 1825. Amb un destacament del seu regiment, Sturt acompanyà condemnats a bord del Mariner a Nova Gal·les del Sud, arribant a Sydney el 23 de maig de 1827.

## Austràlia i la primera de dues expedicions Sturt

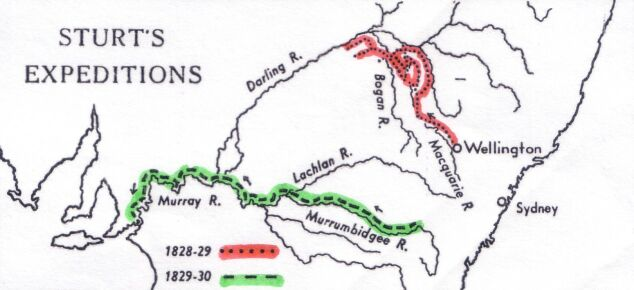
Primeres expedicions de Sturt

A Nova Gal·les del Sud Sturt es trobà les condicions i el clima molt millor del que esperava i desenvolupà un gran interès pel país. Va ser nomenat major de brigada i secretari militar. Estava disposat a explorar l'interior d'Austràlia, especialment els seus rius.
Rebé l'aprovació de Governador Ralph Darling el 4 de novembre de 1828 per explorar la zona del riu Macquarie, a l'oest de Nova Gal·les del Sud name. Però, no va ser fins al 10 de novembre en què començà l'expedició, formada per Sturt, el seu criat Joseph Harris, dos soldats i vuit presos. El 27 de novembre, Hamilton Hume l'acompanyà com el seu assistent i la seva experiència fou molt útil. El 7 de desembre començà realment l'expedició pels territoris relativament poc coneguts. Els anys 1828-1829 va ser un període de sequera i hi havia dificultat per obtenir prou aigua. Segui els cursos dels rius Macquarie, Bogan i Castlereagh fins descobrí el riu Darling. L'expedició tornà a va vall de Wellington el 21 d'abril de 1829 demostrant que el nord de Nova Gal·les del Sud no era un mar interior, però el misteri d'on neixen els rius de l'oest de Nova Gal·les del Sud cresqué.

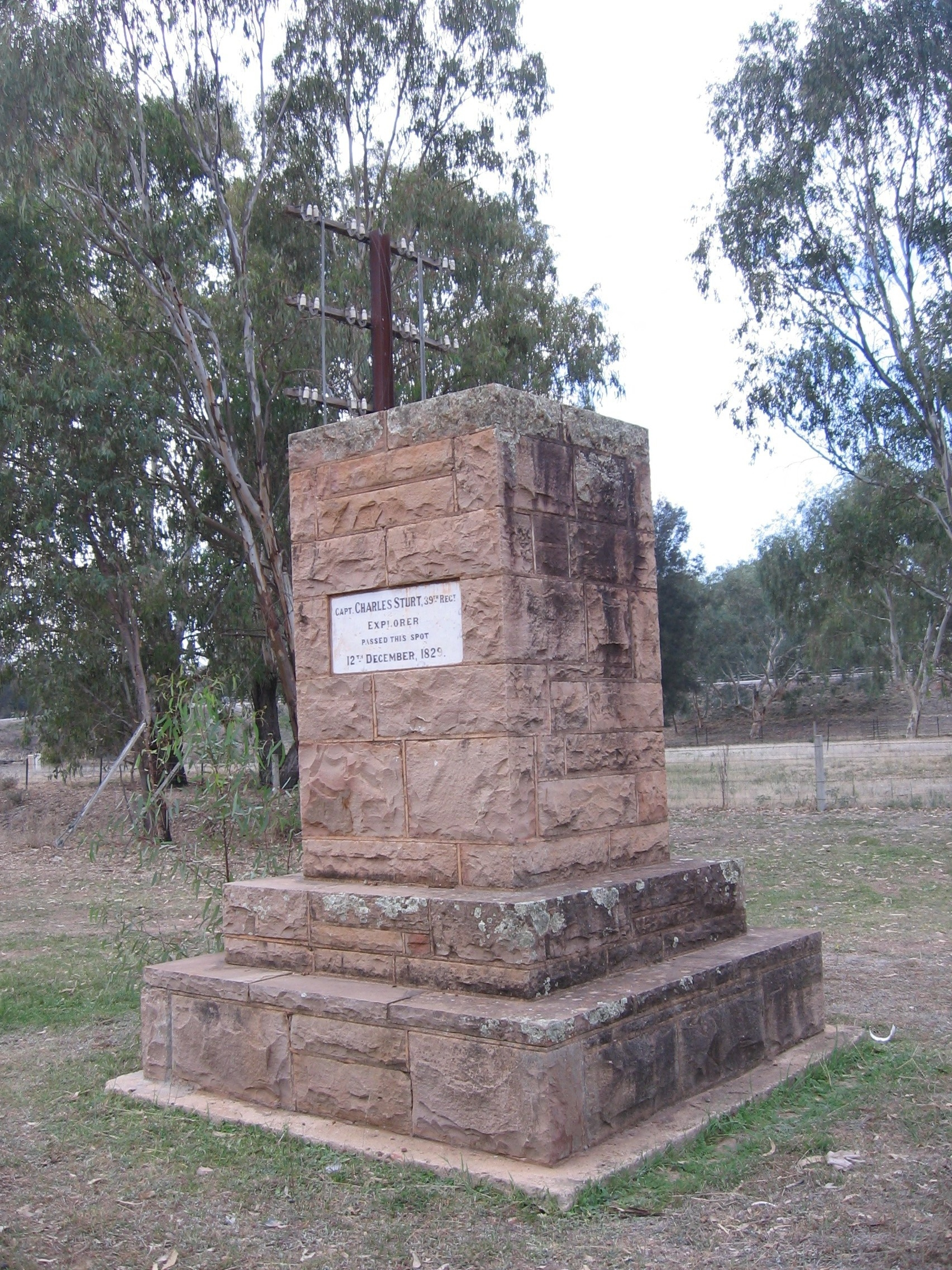
Monument a Sturt a Narrandera, Nova Gal·les del Sud, al riu Murrumbidgee.

El 1829 el governador Darling aprovà una expedició per resoldre aquest misteri. Sturt proposà viatjar pel Riu Murrumbidgee, la part alta s'havia vist a l'expedició de Hume i Hovell. En lloc de Hume, que no va poder unir-se, George Macleay hi va anar "com un company i no com un assistent". El 7 de gener 1830 va començar l'accidentat viatge pel Murrumbidgee. El gener de 1830 Sturt va arribar a la confluència del Murrumbidgee i un riu molt més gran, que Sturt anomenà el Riu Murray. De fet, va ser el mateix riu que Hume i Hovell havia creuat en una fase prèvia. L'expedició, constantment, es trobava en perill pels aborígens, però Sturt sempre va aconseguir apaivagar-los.
Sturt atravessà el riu Murray, fins que arribà a la confluència del riu amb el Darling. Així demostrà que tots els rius de l'oest conflueixen en el Murray. Al febrer de 1830, arribaren a un gran llac que Sturt anomenada  Llac Alexandrina. Uns dies més tard, van arribar al mar. Allà es va fer el descobriment decebedor que la desembocadura del Murray era un laberint de llacunes i barres de sorra, infranquejables per a la navegació.
L'expedició feu front a una dura prova pels rius Murray i Murrumbidgee, remant contra el corrent, en la calor d'un estiu australià. Les seves provisions s'acabaren i quan arribaren a Narrandera per l'abril, no van ser capaços d'anar més enllà. Sturt va enviar a dos homes per terra a la recerca de subministraments, que tornaren a temps per salvar-los de la fam. Però Sturt quedà cec durant alguns mesos i mai més va recuperar totalment la salut. En el moment en què tornaren a Sydney havien remat i navegat gairebé 2.900 quilòmetres pel sistema fluvial.